# ترووتمان (کارولینای شمالی)
ترووتمان (به انگلیسی: Troutman) شهری در ایالت کارولینای شمالی کشور ایالات متحده آمریکا است که جمعیت آن در سرشماری سال ۲۰۱۰ میلادی، ۲٬۳۸۳ نفر بوده‌است.